# Proportionalwinkel

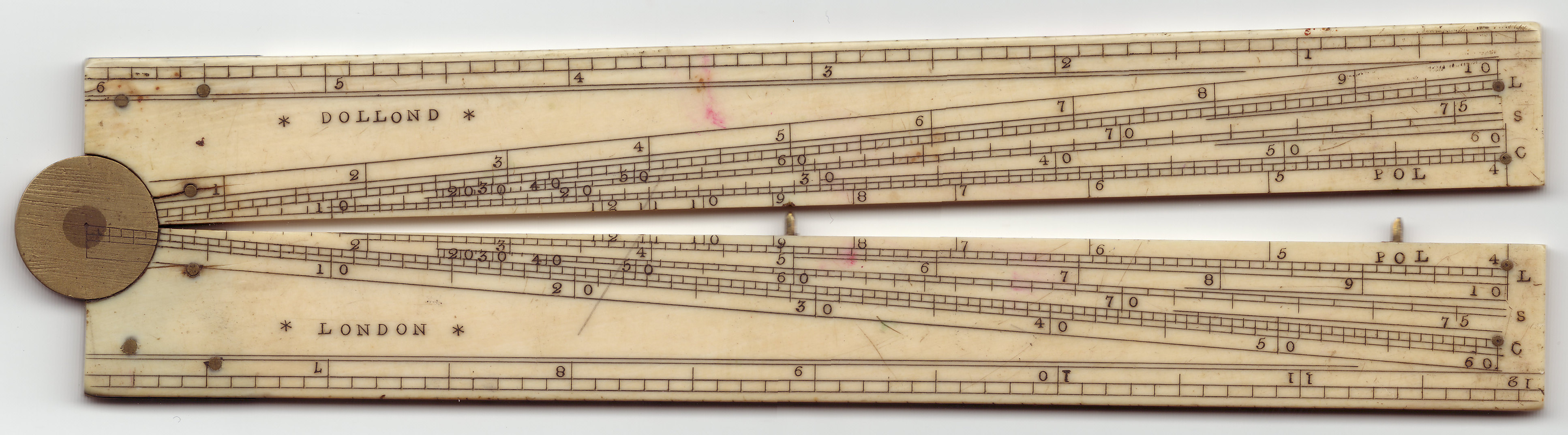
Ein üblicher, englischer Proportionalwinkel, vermutlich aus dem frühen 19. Jhdt., aus Elfenbein mit Messingscharnier. Diese Seite hat Skalen für die "Linie der Linien" (L), Sekanten (S), Sehnen (C) und Polygone (POL) als auch ein 12 Zoll lange Linealskala an der Außenkante.

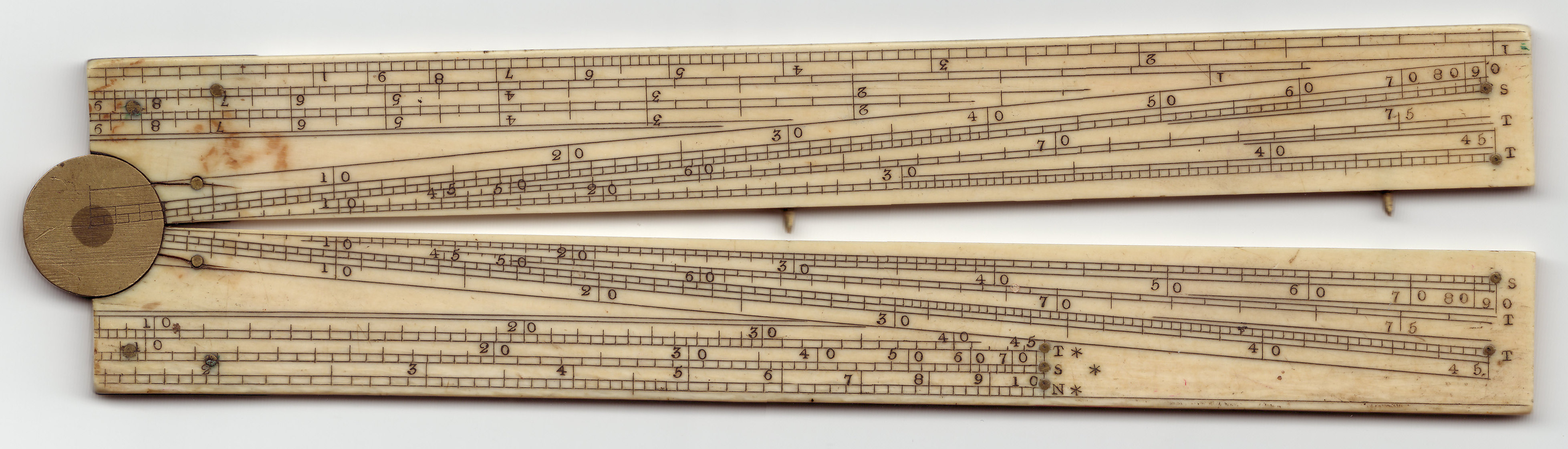
Die Rückseite desselben Proportionalwinkeles mit Skalen für eine Linie des Sinus (S) und zwei Linien der Tangenten (T), sowie logarithmische Skalen (Gunther's scales) für Zahlen (N), Sinus (S) und Tangenten (T) an den Außenkanten

Der Proportionalwinkel war vom 16. bis 19. Jahrhundert ein Recheninstrument. Er besteht aus zwei Schenkeln gleicher Länge, die mit einem Scharnier verbunden sind. Mehrere darauf angebrachte Skalen erlauben bestimmte mathematische Berechnungen durchzuführen. Es wurde sowohl zum Lösen von Verhältnisproblemen, Multiplikation, Division, Geometrie und Trigonometrie eingesetzt als auch um bestimmte mathematische Funktionen zu berechnen, wie Quadratwurzel oder Kubikwurzel. Die unterschiedlichen Skalen erlauben eine einfache und direkte Lösung von Fragestellungen des Schießwesens, der Vermessung und der Navigation. Manche Proportionalwinkel haben zusätzlich einen inneren Bogen oder eine Zwinge an einem Schenkel, wodurch er als Quadrant z. B. von Kanonieren verwendet werden konnte.
Manchmal wird der Proportionalwinkel auch Proportionalzirkel genannt, was zur Verwechselung mit dem Reduktionszirkel führen kann, wobei diese manchmal zwischen Galileische Form, womit der Proportionalwinkel gemeint ist, sowie Bürgische Form, womit der Reduktionszirkel gemeint ist, unterschieden werden.

## Geschichte

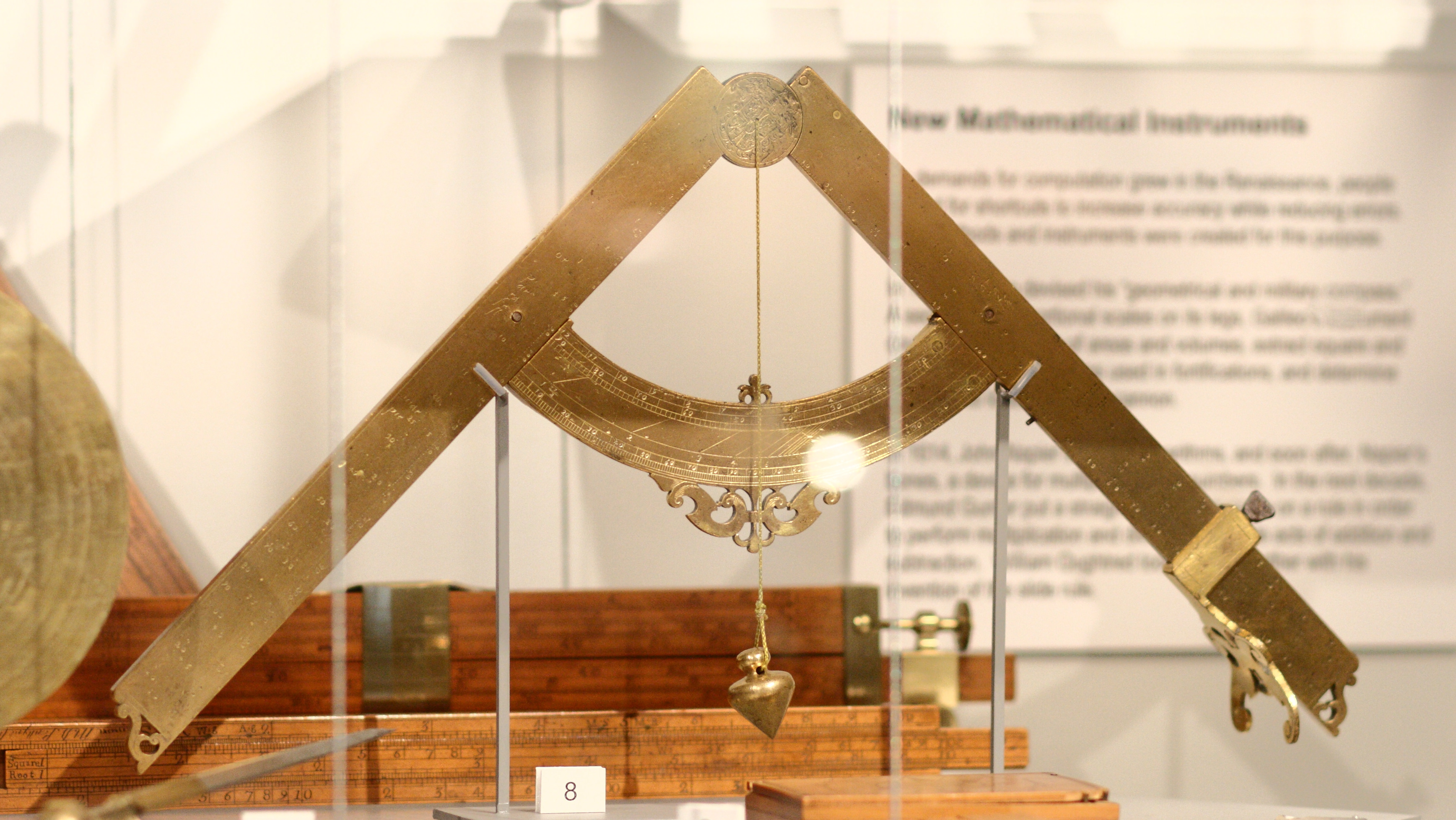
Galileos geometrischer und militärischer Winkel; die Anfertigung wird Mazzoleni zugeschrieben, um 1604

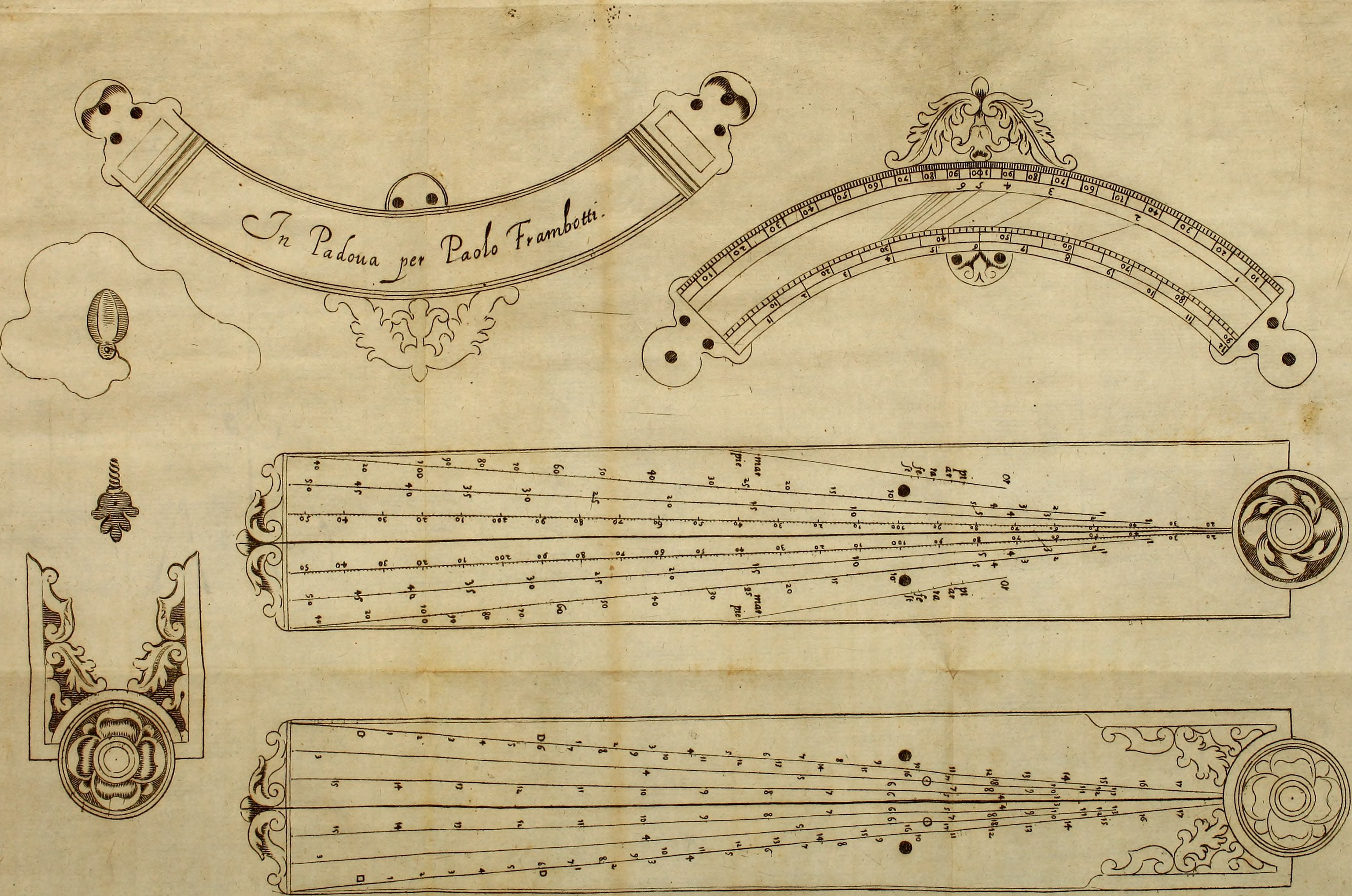
Abbildung der Skalen von Galileos militärischem Winkel aus dem Handbuch zu dem Gerät

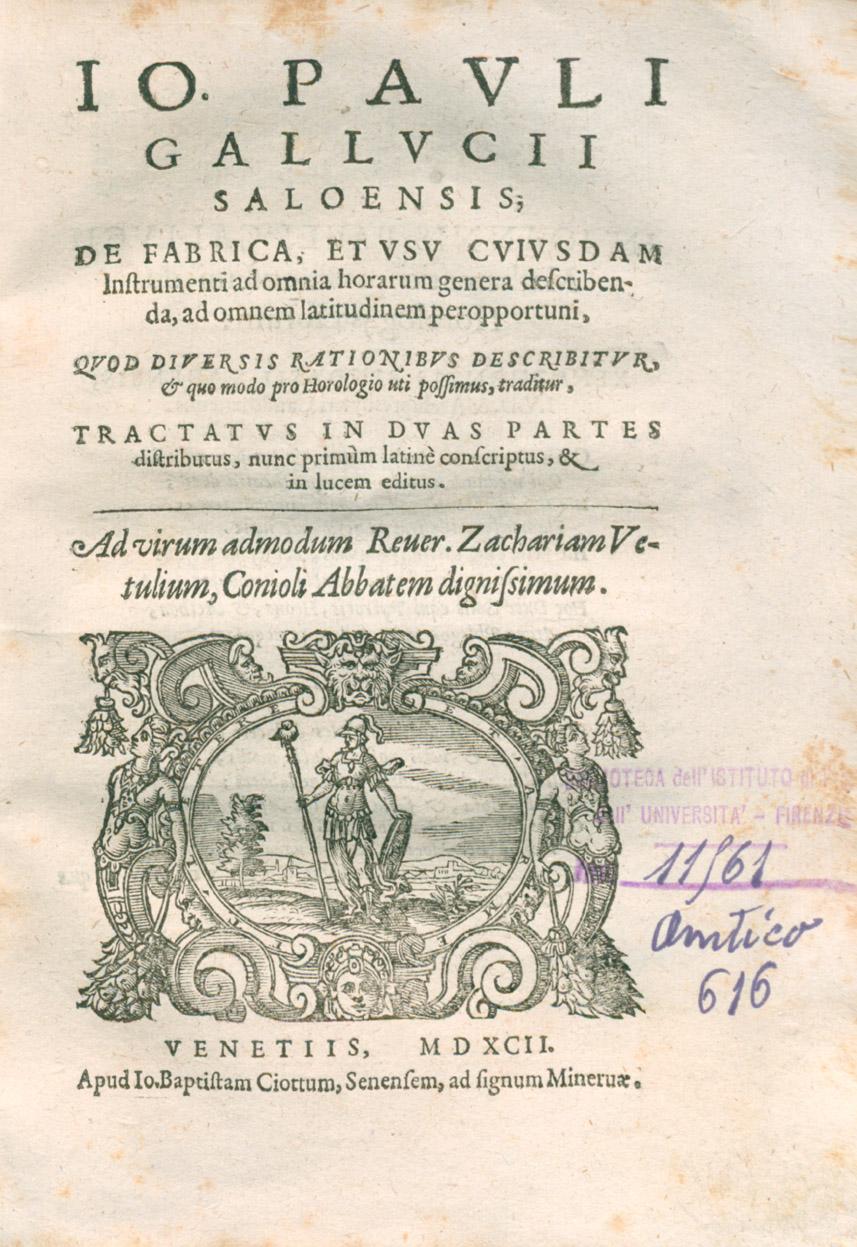
De fabrica et usu menti ad omnia horarum genera describenda (1592), in dem Giovanni Paolo Gallucci einer der ersten ist, der den Proportionalwinkel beschreibt

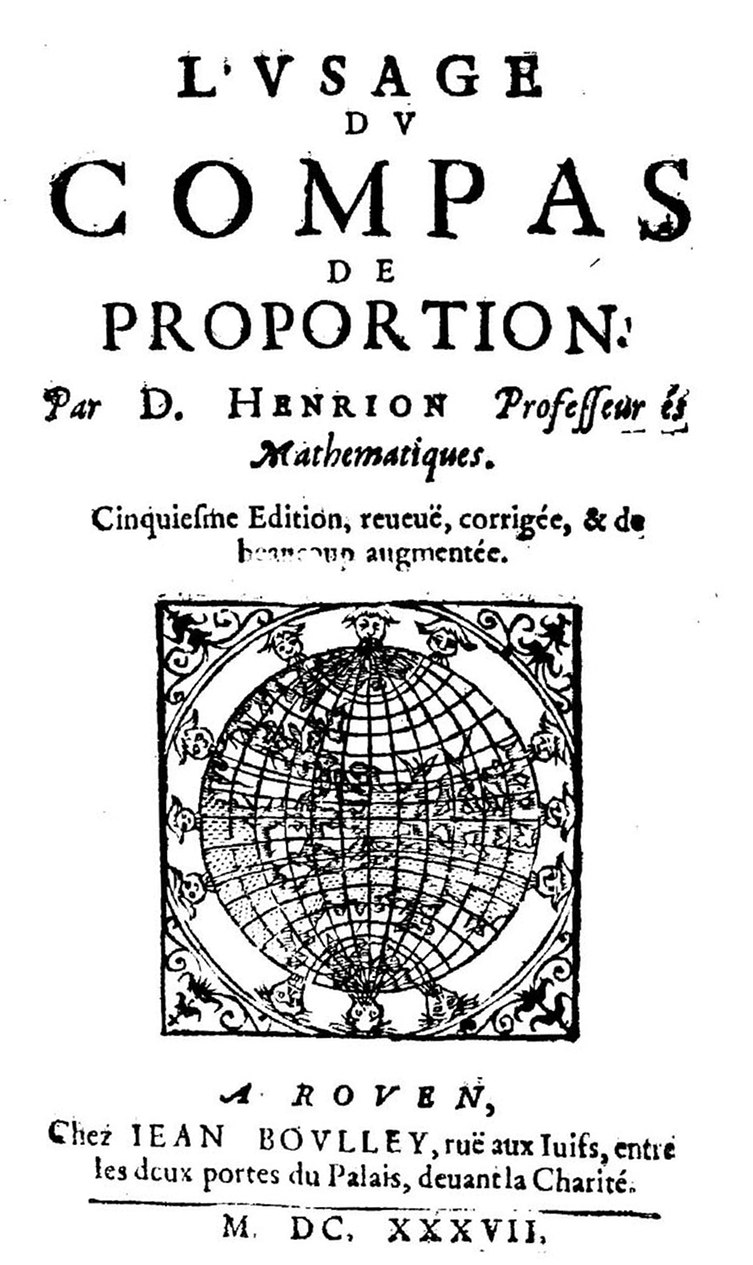
Clément Cyriaque de Mangin, Usage du compas de proportion, 1637

Der Proportionalwinkel wurde gleichzeitig und unabhängig von unterschiedlichen Personen vor Beginn des 17. Jahrhunderts erfunden.
Fabrizio Mordente (1532 – ca. 1608) war italienischer Mathematiker, der wohl am besten für seine Erfindung des "proportionalen Zirkels mit acht Spitzen" bekannt ist, einem Zirkel, dessen Schenkel Positionszeiger hat, und es erlaubt, Umfang, Fläche und Winkel in einem Kreis zu messen. 1567 veröffentlichte er in Venedig eine Abhandlung von einer Seite mit Zeichnungen des Gerätes. 1585 verwendete Giordano Bruno Mordentes Zirkel, um Aristoteles’ Hypothese der Unmessbarkeit des Infinitesimalen zu widerlegen, womit er die Existenz eines "Minimums" bestätigte, die Basis für seine eigene Atomtheorie war.
Das Verdienst der Erfindung wird oft Thomas Hood zugesprochen, einem britischen Mathematiker, oder dem italienischen Mathematiker und Astronom Galileo Galilei. Galileo fertigte mit Hilfe seines persönlichen Gerätemachers Marc'Antonio Mazzoleni mehr als 100 Exemplare seines militärischen Winkel-Designs und schulte zwischen 1595 und 1598 Studenten in dessen Verwendung. Von den anerkannten Erfindern ist Galileo sicherlich der berühmteste und frühe Untersuchungen schreiben diesem die Erfindung zu.

## Die Skalen
Es folgt eine Beschreibung des Instruments, wie es von Galileo konstruiert wurde und wofür dieser ein verbreitetes Handbuch schrieb. Die Endwerte sind willkürlich und unterscheiden sich von Hersteller zu Hersteller.

### Die arithmetischen Linien
Die innerste Skala des Gerätes wird arithmetische Linien genannt, abgeleitet von ihrer Einteilung in eine arithmetische Folge, welche die Länge der Skala in 250 gleich lange Abschnitte teilt, auch Linie der Linien genannt.

### Die geometrischen Linien
Die nächste Skala ist in 50 Abschnitte eingeteilt, deren Länge der Quadratwurzel der ausgezeichneten Werte entspricht.

### Die stereometrischen Linien
Diese Skala ist in 148 Abschnitte eingeteilt, deren Länge der Kubikwurzel der ausgezeichneten Werte entspricht.

### Die metallischen Linien
Diese Linien haben Einteilungen mit den folgenden Symbolen (italienische Abkürzungen): "or" (für oro, Gold), "pi" (für piombo, Blei), "ar" (für argento, Silber), "ra" (für rame, Kupfer), "fe" (für ferro, Eisen), "st" (für stagno, Zinn), "mar" (für marmo, Marmor) und "pie" (für pietra, Stein). Diese geben das Verhältnis des spezifischen Gewichts der genannten Materialien an. Ist der Winkel auf eine bestimmte Größe eingestellt, so entsprechen die jeweilig zusammengehörenden Markierungen dem Durchmesser einer Kugel (oder Kantenlänge anderer Vollkörper), die ähnlich zueinander sind und dabei gleiches Gewicht haben.

### Die polygrafischen Linien
Mit den Informationen der Kantenlänge und der Anzahl von Kanten kann an den polygrafischen Linien abgelesen werden, welchen Radius ein Kreis hat, der das gewünschte Polygon umfasst. Wenn das erforderliche Polygon {\displaystyle n} Seiten hat, so ist der Zentrumswinkel gegenüber einer Seite {\displaystyle 360/n}. Dies wird auch Linie der Polygone genannt.

### Die tetragonischen Linien
Diese Linien sind benannt nach ihrer vornehmlichen Verwendung, dem Quadrieren aller regelmäßigen Flächen und des Kreises. Die Einteilung dieser Skala erfolgt nach der Funktion {\displaystyle f(n)=L{\big (}3^{1/2}\tan(180/n)/n{\big )}^{1/2}}, mit Werten zwischen 3 und 13 (oder manchmal 31).

### Die hinzugefügten Linien
Diese zusätzlichen Linien sind mit zwei Zahlenreihen versehen, deren äußere Reihe an einem Endpunkt, der mit einem Halbkreis markiert ist, beginnt, nach innen aufsteigend verlaufend 1, 2, 3, 4 usw. bis 18. Die innere Reihe beginnt an einem Quadratsymbol ("□") und verläuft ebenso nach innen von 1 bis 18. Diese Linien wurden im Zusammenhang mit weiteren Skalen für komplexere Berechnungen verwendet.

## Weitere Skalen

### Die Linie des Kreises
Diese beinhaltet die Verhältnisse zwischen Radius, Durchmesser und Umfang, zwischen denen damit geometrisch umgerechnet werden kann.

## Verwendung

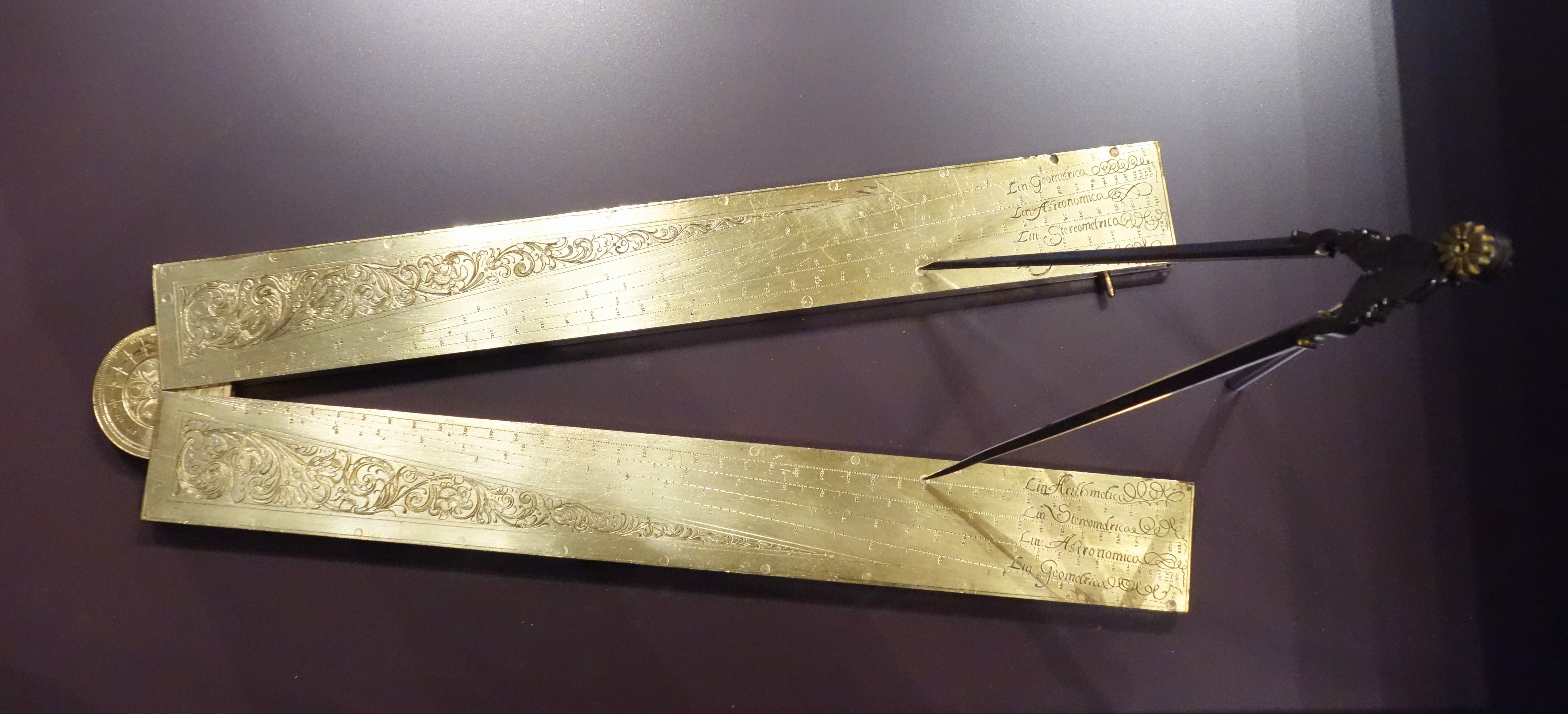
Messingwinkel und Stechzirkel, vermutlich um 1630 in Dresden hergestellt

Der Proportionalwinkel kann verwendet werden, um Fragestellungen von Proportionen geometrisch zu lösen, und basiert auf dem Strahlensatz. Die wesentliche Funktion besteht aus den um einen Drehpunkt gelagerten Schenkel mit paarweisen, geometrischen Skalen. Ein Stechzirkel wird verwendet, um die entsprechenden Abstände von Werten auf den Skalen zu ermitteln. Die Lösung wird direkt über den Abstand der Zirkelspitzen ermittelt. Spezialisierte Skalen für Fläche, Volumen und trigonometrische Berechnungen wie auch arithmetische Probleme wurden bald dem Grunddesign hinzugefügt.
Unterschiedliche Versionen des Gerätes erhielten andere Formen und zusätzliche Funktionen. Der Typ, den Hood veröffentlichte, war als Instrument zur Vermessung gedacht und hatte nicht nur ein Visier und einen Anschluss, um es an einem Pfosten oder Stab anzubringen, sondern auch eine Bogenskala und einen zusätzlichen, verschiebbaren Schenkel. Galileos frühe Exemplare waren für Kanoniere und als Rechengerät gedacht.

## Bibliografie
- Galileo Galilei: Operations of the Geometric and Military Compass. 1606. Übersetzt mit einer Einleitung von Stillman Drake. Die Burndy Library, veröffentlicht von der Dibner Library of the History of Science and Technology des Smithsonian Institution und The Smithsonian Institution Press, Washington, D.C. 1978.
- Galileo Galilei: Le Operazioni del Compasso Geometrico et Militare. third edition, Padua 1649. Scan verfügbar auf dem Internet-Archiv
- Ralf Kern: Wissenschaftliche Instrumente in ihrer Zeit. Vom 15. – 19. Jahrhundert. Verlag der Buchhandlung Walther König, 2010, ISBN 978-3-86560-772-0.